# Kain Rivers
 (octobre 2020).
Si vous disposez d'ouvrages ou d'articles de référence ou si vous connaissez des sites web de qualité traitant du thème abordé ici, merci de compléter l'article en donnant les références utiles à sa vérifiabilité et en les liant à la section « Notes et références ».
Kirill Dmitrievich Rogovets-Zakon (en russe Кирилл Дмитриевич Роговец-Закон), né le 25 juin 2004, plus connu sous le nom de Kain Rivers est un chanteur ukraino-russe. 

## Biographie

### Carrière
En 2017, sous le nom de Kain, ce jeune artiste est demi-finaliste de New Wave Junior et participe à l'émission The Battle of Talents lors de la première saison.
En 2018, il est demi-finaliste au festival Chernomorskie à Skadovsk et vainqueur du choix du peuple lors de la finale de la qualification nationale pour le concours Eurovision de la chanson junior 2018 avec la chanson Without Saying Goodbye mais n'est pas le représentant de l'Ukraine, à la suite des décisions du jury.
Un premier album sort en août 2018 et un second en automne de la même année.
Toujours en 2018, il obtient le rôle principal du court métrage musical We Remember dans lequel il est le chanteur. Ce court métrage est dédié à la Shoah.
Un troisième album, nommé Wounded Beast, sort en 2019.
Le 26 avril 2021, les 107 vidéos YouTube ont été placées en privé et ses comptes Tiktok et Instagram ont été supprimés. Cependant, ses chansons sont toujours disponibles sur différents services musicaux. Aucune information officielle sur ces changements n'a été donnée.